# L'ou com balla

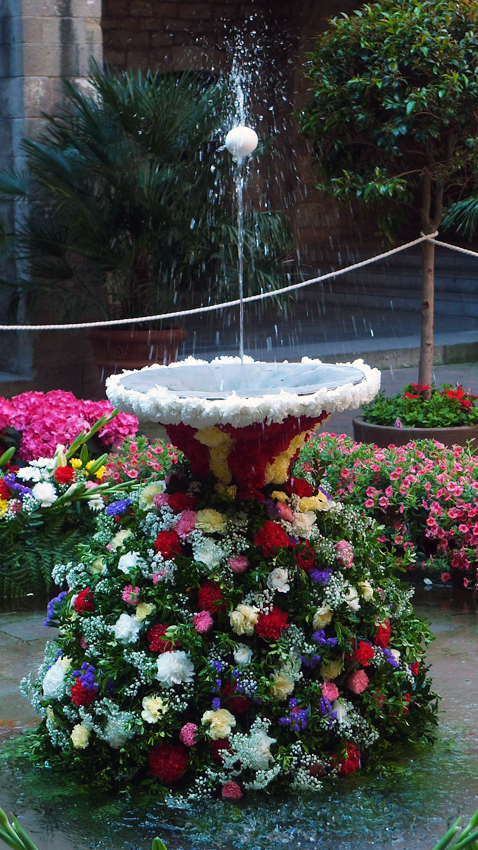
L'ou com balla dans la cour du Musée Frederic Marès.

L'ou com balla (littéralement « l'œuf qui danse ») est une tradition originaire de la ville espagnole de Barcelone, en Catalogne. Cette tradition a lieu le jour de la Fête-Dieu (Corpus Christi).
Bien qu'il n'y ait pas de consensus sur la date exacte, il est reconnu que cette tradition est née au XVe siècle. Il s'agit de faire danser une coquille d'œuf en haut du jet d'eau d'une  fontaines dans les cloîtres, cours et jardins. L'œuf est placé sur le jet de façon à tourner sans tomber. Les fontaines sont décorées avec des fleurs et des fruits.
Les endroits où on peut voir cette tradition à Barcelone sont : la cathédrale de Barcelone, le Poble espanyol, le Musée Frederic Marès (plaza Sant Iu), la paroisse de Santa Ana (Rivadeneyra, 3), la Casa de l'Ardiaca (St. Lucia, 1), Ateneo Barcelonés (Canuda, 6), la paroisse de la Puríssima Concepció (Aragón, 299) et de la Real Academia de las Buenas Letras de Barcelona (Bishop Caçador, 3), ainsi que le collège Escolàpies LLúria (Aragon 302).
La tradition s'est aussi propagée dans d'autres villes comme Sitges au Palacio Maricel et Tarragone à la fontaine du cloître de la cathédrale.